# Инициатива „Три морета“
Инициатива „Три морета“ (на английски: Three Seas Initiative, съкратено TSI), известна още като Инициатива за Балтийско, Адриатическо, Черно море (на английски: BABS) или просто като „Трите морета“ (на латински: Trimarium, на полски: Trójmorze), е организация на тринадесет държави в Европейския съюз. Съюз, обединяващ страни от Балтийско, Адриатическо, Черно море до Бяло море в Централна и Източна Европа. Инициативата има за цел да създаде регионален диалог по въпроси, засягащи държавите членки.
През 2016 г. представители на тези държави (от Австрия, България, Естония, Латвия, Литва, Полша, Румъния, Словакия, Словения, Унгария, Хърватия и Чехия) се срещат за пръв път в Дубровник, Хърватия. През юни 2022 г. партньор на „Три морета“ става Украйна.
Дванайсете държави от организацията, които са част от ЕС съставляват над 30 процента от територията на Европейския съюз (около 1 210 000 км2) и съставляват 25 процента от жителите на Европейския съюз (112 млн. души), като произвеждат 19 процента от БВП на ЕС (на база паритет на покупателната способност).
Заедно с Украйна страните в организацията заемат площ от 1 822 537 км2 и общо население около 150,9 млн. души.

## История
Инициатива „Три морета“ стартира през 2015 г., по предложение на полския президент Анджей Дуда и хърватския президент Колинда Грабар-Китарович.

### Първа среща на върха в Дубровник през 2016 г.
Първата среща на върха на инициативата се провежда в Дубровник, Хърватия. На 25 – 26 август 2016 г. завършва с декларация за икономическо сътрудничество в областта на енергетиката и транспортната и комуникационната инфраструктура. Полският президент Анджей Дуда нарича инициативата „нова концепция за насърчаване на единството и сближаването на Европа... идея за сътрудничество между 12 държави, разположени между Адриатическо, Балтийско и Черно море, трите морета на Централна Европа.“
Сред гостите са помощникът на китайския министър по външните работи Лиу Хайсин, който говори за взаимосвързаността на Инициативата „Три морета“ с китайската инициатива „Един пояс, един път“, и бившият съветник по националната сигурност на САЩ генерал Джеймс Л. Джоунс, който подчертава ролята на Инициативата „Три морета“ в европейското развитие и сигурност.

### Втора среща на върха във Варшава през 2017 г.
Втората среща на върха на Инициативата се проведе на 6 – 7 юли 2017 г. във Варшава, Полша. Сред гостите са и президентът на САЩ – Доналд Тръмп. Участващите страни единодушно приемат създаването на Бизнес форум „Три морета“.

### Трета среща на върха в Букурещ през 2018 г.
Третата среща на върха на Инициатива „Три морета“ е проведена на 17 – 18 септември 2018 г. в Букурещ, Румъния. Участниците одобряват проекти за взаимно свързване в три ключови области: транспорт, енергетика и цифрови технологии. Сред гостите са председателят на Европейската комисия Жан-Клод Юнкер, германският външен министър Хайко Маас и министърът на енергетиката на САЩ – Рик Пери. Организирано е първото издание на Бизнес форума. Създадена е мрежа от търговски камари 3SI и е подписано писмо за намерение за създаване на Инвестиционен фонд „Три морета“.

### Списък на срещите на върха
|    | Дата                      | Място               | Домакин                  | Бележки |
| -- | ------------------------- | ------------------- | ------------------------ | --- |
| 1  | 25 – 26 август 2016 г.    | Дубровник, Хърватия | Колинда Грабар-Китарович | [ 14 ] [ 15 ] |
| 2  | 6 – 7 юли 2017 г.         | Варшава, Полша      | Анджей Дуда              | Присъства президентът на САЩ – Доналд Тръмп. |
| 3  | 17 – 18 септември 2018 г. | Букурещ, Румъния    | Клаус Йоханис            | Присъстват председателят на Европейската комисия – Жан-Клод Юнкер, германският външен министър Хайко Маас и министърът на енергетиката на САЩ – Рик Пери.           |
| 4  | 5 – 6 юни 2019 г.         | Любляна, Словения   | Борут Пахор              | Присъстват председателят на Европейската комисия – Жан-Клод Юнкер, президентът на Германия – Франк-Валтер Щайнмайер и министърът на енергетиката на САЩ – Рик Пери. |
| 5  | 19 октомври 2020 г.       | Талин, Естония      | Керсти Калюлайд          | Виртуална среща |
| 6  | 8 – 9 юли 2021 г.         | София, България     | Румен Радев              | Присъства държавният глава на Гърция. |
| 7  | 20 – 21 юли 2022 г.       | Рига, Латвия        | Егилс Левитс             | Присъства президентът на Украйна – Володимир Зеленски. |
| 8  | 6 – 7 септември 2023 г.   | Букурещ, Румъния    | Клаус Йоханис            | Гърция е приета за член в инициатива „Три морета“, а Молдова и Украйна получават статут на асоциирани членове.                                                      |
| 9  | 11 април 2024 г.          | Вилнюс, Литва       | Гитанас Науседа          | Япония става стратегически партньор в инициатива „Три морета“. |
| 10 | 28 – 29 април 2025 г.     | Варшава, Полша      | Анджей Дуда              | Албания и Черна гора стават асоциирани членове. |

## Проекти
Инициативата е тясно свързана с два големи инфраструктурни проекта в региона:
- Магистрала север-юг „Виа Карпатия“, свързваща Клайпеда в Литва със Солун в Гърция;
- Инфраструктура за втечнен природен газ, с морски терминали в Полша и Хърватия и свързващ тръбопровод.

Други проекти са Балтийско-адриатическия коридор, пътя „Виа Балтика“, „Rail Baltica“ и Железопътен железопътен коридор за товарен транспорт и железопътни връзки. Друг проект е „Rail-2-Sea“, който има за цел да свърже пристанището на Балтийско море – Гданск (Полша) с черноморското пристанище на Констанца (Румъния) чрез 3663 километрова железопътна линия.

### Инвестиционен фонд на инициатива „Три морета“ (3SIIF)
Първоначалните две учредителни институции от Полша и Румъния се ангажират да извършат плащания на обща стойност над 500 млн. евро. Фондът е отворен и за други страни от „Три морета“, които могат да се присъединят към него след получаване на съответните разрешения. Надзорният съвет на фонда се състои от представители на банки за развитие от Полша, Румъния, Латвия и Чехия.
През 2019 г. „Bank Gospodarstwa Krajowego“ и „Export-Import Bank of Romania“ подписват учредителния акт на Инвестиционния фонд на инициатива „Три морета“. Фондът цели да се фокусира върху проекти за създаване на транспортна, енергийна и цифрова инфраструктура в региона на „Три морета“. Също така, да бъдат поканени и частни инвеститори от пенсионни фондове, частни инвестиционни фондове и други субекти. Целта е да се съберат до 3 – 5 милиарда евро.
Фондът заявява че ще участва на търговска основа в инфраструктурни проекти на обща стойност до 100 милиарда евро, в същото време нуждите на региона на „Три морета“ се оценяват на над 570 милиарда евро.
Преди срещата на върха в Талин през 2020 г. държавният секретар на Съединените щати – Майк Помпео обещава до един милиард долара за финансиране на инвестиционния фонд.